# Список объектов всемирного наследия ЮНЕСКО в Кыргызстане
В списке Всеми́рного насле́дия ЮНЕ́СКО в Кыргызстане значится 3 наименования (на 2017 год) в основном списке, это составляет 0,2 % от общего числа (1248 на 2025 год). 2 объекта включены по культурным критериям и 1 — по природным. Кроме этого, по состоянию на 2017 год, в предварительный список внесено 2 объекта.

## Списки
В таблице объекты расположены в порядке их добавления в список.
Список объектов всемирного наследия ЮНЕСКО
| # | Изображение      | Название | Местоположение                                                           | Время создания | Год внесения в список | №    | Критерии       |
| - | ---------------- | --- | ------------------------------------------------------------------------ | -------------- | --------------------- | ---- | -------------- |
| 1 | Вид из города Ош | Священная гора Сулайман-Тоо | Регион: Город Ош                                                         | —              | 2009                  | 1230 | iii, vi        |
| 2 |                  | Великий Шёлковый путь: сеть маршрутов Чанъань-Тянь-Шаньского коридора * Городище Суяб                                             | Регион: Чуйская область (Совместно с Китаем и Казахстаном)               | V век          | 2014                  | 1442 | ii, iii, v, vi |
| 3 |                  | Западный Тянь-Шань *Сары-Челекский заповедник *Беш-Аральский государственный заповедник *Падышатинский государственный заповедник | Регион: Джалал-Абадская область (Совместно с Узбекистаном и Казахстаном) | —              | 2016                  | 1490 | x              |

Кандидаты на включение в основной список
| # | Изображение | Название                                        | Местоположение                  | Время создания         | Год внесения в список | №    | Критерии           |
| - | ----------- | ----------------------------------------------- | ------------------------------- | ---------------------- | --------------------- | ---- | ------------------ |
| 1 |             | Петроглифы Саймалуу-Таша                        | Регион: Джалал-Абадская область | III — II тыс. до н. э. | 2001                  | 1512 | iii, iv, vi        |
| 2 |             | Памятники Великого шёлкового пути в Кыргызстане | Регион: Кыргызстан              |                        | 2010                  | 5518 | ii, iii, iv, v, vi |

Исключённые объекты
Часть объектов была ранее исключена ЮНЕСКО из Предварительного списка по той или иной причине.
| # | Изображение     | Название                                   | Местоположение           | Время создания | Год внесения в список | №    | Причина |
| - | --------------- | ------------------------------------------ | ------------------------ | -------------- | --------------------- | ---- | ------- |
| 1 | Нет изображения | Шах-Фазиль                                 | Область: Джалал-Абадская | —              | 2001                  | 1513 |         |
| 2 |                 | Узген                                      | Область: Ошская          | XII век        | 2001                  | 1514 |         |
| 3 |                 | Башня Бурана                               | Область: Чуйская         | —              | 2001                  | 1516 |         |
| 4 |                 | Культурный и природный ландшафт Иссык-Куль | Область: Иссык-Кульская  | —              | 2001                  | 1517 |         |